# Bhalala
Bhalala fou un petit estat tributari protegit a Jhalawar al Kathiawar, presidència de Bombai. Estava format per un sol poble, amb tres tributaris separats. La seva situació era a 22° 51′ N, 71° 56′ E / 22.850°N,71.933°E. El tribut pagat al govern britànic era de 48 lliures mentre els ingressos eren de 204 lliures.